# Hugo III de Arborea
Hugo III de Arborea (...-3 de marzo de 1383) fue juez de Arborea desde 1376 hasta 1383.

## Biografía
Hugo III era el hijo primogénito de Mariano IV de Arborea y Timbora de Rocabertí. Sucedió a su padre en 1376 en calidad de juez de Arborea y conde del Goceano. En muchos aspectos continuó y desarrolló la política heredada. Fue elogiado como un legislador por su gobierno sabio y moderado.
En 1363 se casó con la hija de Juan III de Viterbo, de la familia de los Da Vico, que murió en 1369 dejando una única hija llamada Beneta de Arborea. 
Hugo participó en la última campaña militar de su padre contra Pedro de Luna, comandando una de las batallas que llevaron a la derrota por medio de una emboscada en Oristán en 1365. Convertido en juez, Hugo continuó oponiéndose a la pretensión de Pedro IV de Aragón combatiendo contra ellos. 
Se hizo enemigos entre la nobleza, la cual intentó incitar a las clases pobres a una rebelión. El 3 de marzo de 1383, Hugo y su hija, futura pretendiente al trono, fueron asesinados en Oristán durante una revuelta popular. Los rebeldes proclamaron la "república" constituyendo la ley (que Hugo y su padre había ya ampliamente contribuido a codificar, expandir y mejorar), que declaraba la soberanía de Arborea. El sucesor fue su nieto Federico, bajo la regencia de Leonor de Arborea, hermana de Hugo, la cual supo apaciguar a los rebeldes y reinstauró el sistema de gobierno judicial.